# Claudia Kaminski
Claudia Elisabeth Kaminski (* 22. August 1966 in Arnsberg) ist eine deutsche Journalistin und Moderatorin. Sie arbeitet für Vatican News in Rom und ist Redakteurin beim katholischen Fernsehsender K-TV.

## Leben und Wirken
Claudia Kaminski machte nach dem Abitur im Jahr 1985 zunächst eine Ausbildung als Krankenschwester und studierte von 1989 bis 1995 Medizin an der Julius-Maximilians-Universität Würzburg. Famulaturen absolvierte sie in Marseille, Kenia und Pakistan. 1994 war sie in Ruanda und Zaire in Flüchtlingslagern des UNHCR tätig. 1997 wurde sie bei Hans Caffier an der Universität Würzburg über „Kathepsin D als Prognosefaktor beim Ovarialkarzinom“ zur Dr. med. promoviert.
Kaminski arbeitete als Assistenzärztin an der Rotkreuzklinik Würzburg, in Coesfeld, in der Notfallmedizin in München und am Herz-Jesu-Krankenhaus Fulda. Darüber hinaus machte sie Fortbildungen an der Universität Freiburg in der Schweiz. Ab 2001 wechselte sie zu den Maltesern und leitete dort bis 2017 unter anderem die Abteilung für Kommunikation und Public Relations des Malteser Hilfsdienstes in Köln. Als Pressesprecherin war sie für den Gesamtverband der Malteser in Deutschland und Malteser International tätig.
Seit 2018 wirkt Kaminski vor allem als Journalistin und Moderatorin in Rom, Jerusalem und Deutschland und ist als Ärztin und Redakteurin beim katholischen Fernsehsender K-TV, wo sie auch als Direktorin für Kommunikation tätig war. Sie verantwortet unter anderem für Radio Vatikan die Sendung „Unser Sonntag“ – wöchentliche Betrachtungen des Sonntagsevangeliums durch verschiedene Persönlichkeiten sowie im Fernsehen „Talk aus Rom“  – Gespräche mit Persönlichkeiten aus der katholischen Welt beim Fernsehsender K-TV. Kaminski berichtet monatlich in Kooperation mit RomeReports aus dem Vatikan und der Weltkirche. Sie verantwortet zudem die wöchentlich erscheinende deutsche Ausgabe der Terra Santa News, Nachrichten aus dem Heiligen Land. Außerdem wirkte sie verschiedentlich als Kommentatorin, unter anderem von März bis Mai 2020, als sie die Übertragung der Frühmessen mit Papst Franziskus aus dem Vatikan sowie den Großteil der Kar- und Osterliturgie kommentierte, die wegen der Corona-Pandemie ohne Gläubige stattfand. Im April und Mai 2025 kommentierte sie als Vatikanexpertin zusammen mit Stephan Kulle die Ereignisse um den Tod von Papst Franziskus und das darauf folgende Konklave live beim Sender Phoenix.
2015 begegnete Kaminski zusammen mit Martin Lohmann Papst Franziskus im Rahmen der Generalaudienz und übergab ihm das gemeinsam mit Rainer Beckmann und Mechthild Löhr herausgegebene Buch Es gibt kein gutes Töten. Acht Plädoyers gegen Sterbehilfe.
Kaminski lebt abwechselnd in Rom und im Rheinland.

## Auszeichnungen
- Ernennung zur „Ökologia-Botschafterin 2015“, Stiftung für Ökologie und Demokratie[2]

## Mitgliedschaften und Ehrenämter
- 1996–2016: Bundesvorsitzende der Aktion Lebensrecht für Alle[10]
- 1998–2008 und seit 2014: Stiftungsratsmitglied Stiftung Ja zum Leben, Meschede[11][3]
- 2001–2009: Gründungsmitglied und Vorsitzende des Bundesverbandes Lebensrecht[12]
- seit 2016: Vize-Präsidentin von „La Rete“ ACIC – Associazione culturale per informazione e communicazione per la promozione culturale socio-cristiana nell’ambito italo-tedesca, Roma
- seit 2016: Ehrenvorsitzende der Aktion Lebensrecht für Alle

## Veröffentlichungen (Auswahl)
- mit Angelika Pokropp-Hippen, Christian Hillgruber, Manfred Spieker, Bernward Büchner: Lebensschutz oder kollektiver Selbstbetrug. 10 Jahre Neuregelung des § 218 (1995–2005). Verlag für Kultur und Wissenschaft 2006, ISBN 978-3938116173
- als Hrsg. mit Bernward Büchner, Mechthild Löhr: Abtreibung. Ein neues Menschenrecht? Sinus Verlag, Krefeld 2012, ISBN 978-3-88289-811-8
- als Hrsg. mit Rainer Beckmann, Mechthild Löhr: Es gibt kein gutes Töten. Acht Plädoyers gegen Sterbehilfe. Manuskriptum Verlagsbuchhandlung, Waltrop/Leipzig 2015, ISBN 978-3-944872-17-9